# Ames (Spagna)
Ames è un comune spagnolo di 24 553 abitanti situato nella comunità autonoma della Galizia. Il suo territorio è attraversato dal fiume Tambre.
È suddivisa in 11 parrocchie:
- Agrón (San Lourenzo)
- Ameixenda (Santa María)
- Ames (Santo Tomé)
- Biduído (Santa María) che comprende il centro abitato più popoloso di O Milladoiro (circa 13 000 abitanti)
- Bugallido (San Pedro)
- Covas (San Estebo)
- Lens (San Paulo)
- Ortoño (San Xoán) che comprende il capoluogo Bertamiráns (circa 7 000 abitanti)
- Piñeiro (San Mamede)
- Tapia (San Cristovo)
- Trasmonte (Santa María)

## Società

### Evoluzione demografica
-